# Erythrina oliviae
Erythrina oliviae är en ärtväxtart som beskrevs av Krukoff. Erythrina oliviae ingår i släktet Erythrina och familjen ärtväxter. Inga underarter finns listade i Catalogue of Life.